# Pat Tiberi
Patrick Joseph Tiberi dit Pat Tiberi est un homme politique américain né le 21 octobre 1962 à Columbus (Ohio). Membre du Parti républicain, il a représenté le 12e district de l'Ohio à la Chambre des représentants des États-Unis de 2001 à 2018.

## Biographie
Pat Tiberi naît de parents immigrés italiens et grandit à Columbus, la capitale de l'Ohio. À partir de 1993, il siège pendant quatre mandats à la Chambre des représentants de l'Ohio, élu dans le 26e district.
Lors des élections de 2000, il se présente à la Chambre des représentants des États-Unis dans le 12e district de l'Ohio pour succéder au républicain John Kasich. Dans cette circonscription comprenant une partie de Columbus et ses banlieues nord et est, les démocrates pensent pouvoir faire basculer le siège avec leur candidate Maryellen O'Shaughnessy. Tiberi est finalement élu avec 52,9 % des voix contre 43,8 % pour la démocrate. Il est réélu avec 64,4 % des suffrages en 2002 et 62 % en 2004. Entre 2006 et 2010, il est reconduit par 54 à 58 % des électeurs.
Avant les élections de 2012, les districts de l'Ohio sont redécoupés en faveur des républicains et notamment de Tiberi, qui voit des parties démocrates de sa circonscription rejoindre le 3e district. Tiberi est depuis réélu avec plus de 63 % des suffrages,.
Considéré comme un membre de l'establishment du parti, il est proche du speaker John Boehner. Candidat à la présidence du United States House Committee on Ways and Means en 2016, Tiberi se voit préférer Kevin Brady par le nouveau président de la Chambre Paul Ryan.
Flirtant avec une candidature au Sénat des États-Unis pour 2018, il choisit de rester à la Chambre de représentants, indiquant vouloir se consacrer la réforme fiscale voulue par Donald Trump. En octobre 2017, Tiberi annonce qu'il ne sera pas candidat à un nouveau mandat en 2018 et qu'il démissionnera de son poste avant janvier pour devenir président de l'Ohio Business Roundtable. Il affirme alors vouloir passer plus de temps avec sa famille tout en continuant à servir les habitants de l'Ohio.